# 中華民國消費者文教基金會
財團法人中華民國消費者文教基金會（英語：Consumers' Foundation, Chinese Taipei），中文簡稱消基會，英文簡稱CFCT，成立於1980年11月1日，為專門改善台灣消費環境、伸張消費者權利所設立的非營利性的第三部門。

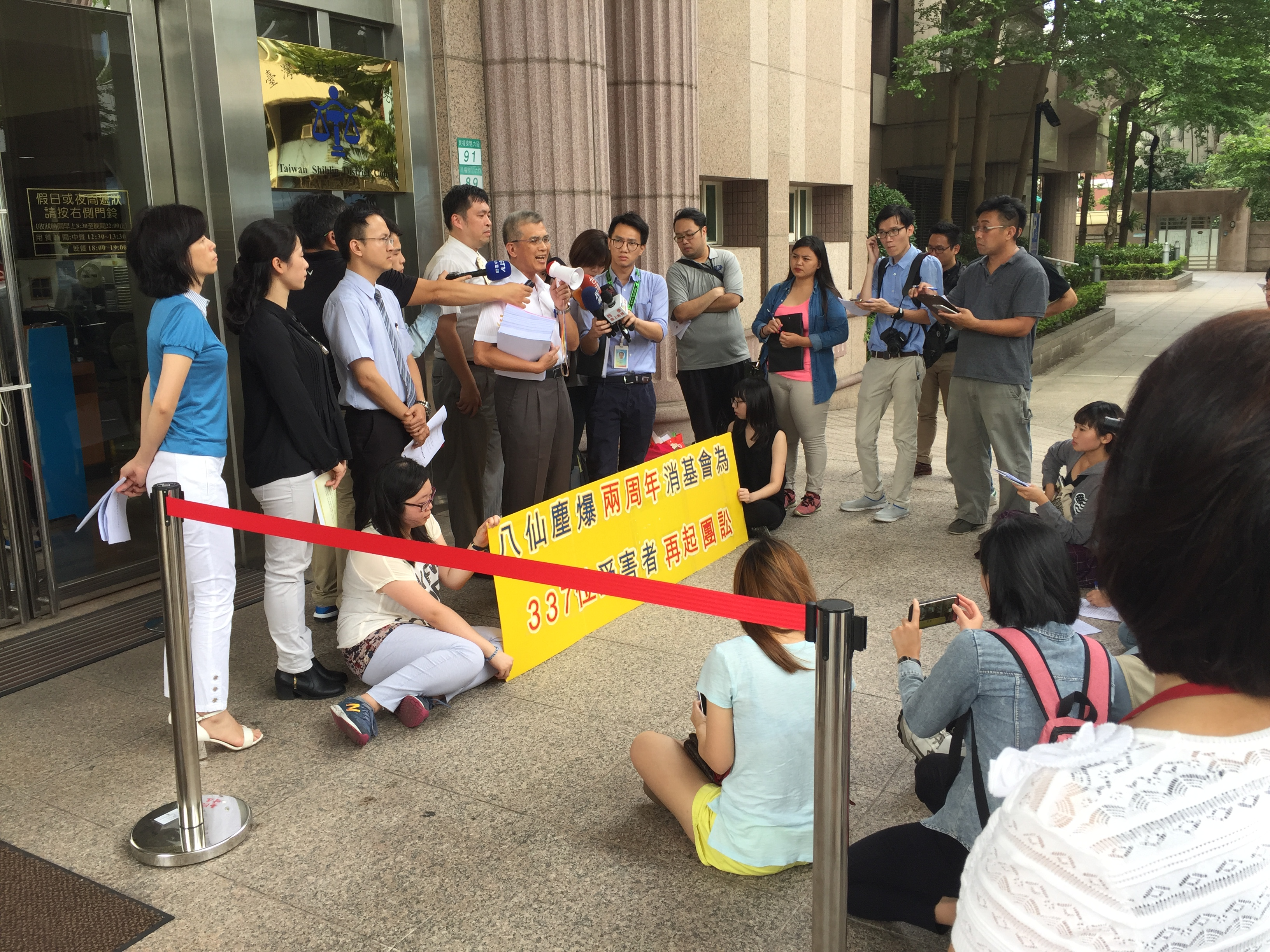
八仙樂園派對粉塵爆炸事故二周年，中華民國消費者文教基金會替受害者發起團體訴訟。

## 成立起源
1979年夏季，中台灣地區發生「多氯聯苯事件」，消費者因食用以遭受多氯聯苯污染的米糠油煮食的食物而中毒，皮膚潰爛，身體發黑，受害者高達兩千多人，包括台中縣大雅鄉私立惠明學校156位師生在內，受害者大多屬於經濟弱勢者。事件爆發後，米糠油製造商不但沒有賠償受害者，反而脫產逃避法律責任。1979年底，台灣又發生「假酒事件」，有教授因誤飲含有甲醇的假酒而失明。該兩事件，因當時台灣法律不夠周延，也沒有保護消費者權益的相關政府機構，因此消費者皆面臨無法律適用、無對象求償的弱勢窘境。
為此，翁肇喜（三商行負責人）、李伸一（律師）、柴松林（教授）等人發起成立消基會，以「和平、理性、科學」為運動方式，以「推廣消費者教育，增進消費者地位，保障消費者權益」為三大宗旨。國際青年商會中華民國總會捐助新台幣十萬元，翁肇喜認捐新台幣一百萬元，借用當時李伸一的辦公室作為消基會辦公室，以一人、一張桌子、一支電話機開始推展業務，並推選柴松林擔任消基會第一屆董事長。

## 簡介
消基會現在有「台北總會」、「中區分會」、「南區分會」及「雲嘉南分會」四個服務據點。
消基會財源以捐款與該會「消費者報導雜誌社」發行的《消費者報導》（英語：Consumer Reports of Taiwan）雜誌訂閱費用為主。雖然消基會也接受廠商的捐款，但是事實上，消基會的主要收入都來自台灣民眾的小額捐款以及《消費者報導》雜誌訂費。1980年代台灣經濟起飛，消費能力大增，消費者權益卻受到台灣政府、廠商、媒體忽略；消基會的出現，讓該情勢大為改善。也因此，消基會可說是1980年代，台灣最受矚目的少數第三部門之一。
《消費者報導》（英語：Consumer Reports of Taiwan）雜誌1981年5月15日創刊，不刊登任何商業廣告，也不接受任何廠商的委託或要求「特別試驗」，目的在於維持報導內容的公正，防止廠商以廣告費來要脅只能刊出對廠商有利的內容。
消基會另有「發行部」，出版「消費者出版品叢書」，供外界採購。

## 經歷
成立之初，消基會被台灣廠商排斥，並曾被指為有濃厚的「反商」情結；但是總體來說，消基會對於改善台灣消費環境可說是居功厥偉
。尤其於解嚴前後，來自台灣媒體的制衡監督力量尚未成型前，幾乎台灣所有消費弊案都是消基會揭發的。

## 影響
1990年代中期之後，台灣媒體開始參與扮演起制衡消費環境的角色；但消基會仍自費到市面上採購商品請專家加以檢驗，並且一週一次（甚至兩次）開記者會公開檢驗報告來保護消費者權益。另外，消基會也促成了《消費者保護法》的立法施行以及行政院消費者保護委員會（即消保會，於2012年政府再造時降格為行政院消費者保護處，成為行政院的一個部門）的成立。

## 歷任董事長
- 柴松林（1980.11-1984.10）
- 李伸一（1984.11-1987.10）
- 白省三（1987.11-1990.10）
- 邱清華（1990.11-1992.10）
- 章樂綺（1992.11-1994.10）
- 林世華（1994.11-1996.10）
- 吳忠吉（1996.11-1998.10）
- 姜志俊（1998.11-2000.10）
- 游明國（2000.11-2002.10）
- 蔡再本（2002.11-2004.10）
- 李鳳翱（2004.11-2006.10）
- 程仁宏（2006.11-2008.07）
- 謝天仁（2008.07-2008.10代理，2008.11-2010.10）
- 蘇錦霞（2010.11-2012.10）
- 張智剛（2012.11-2014.10）
- 陸雲（2014.11-2017.01）
- 游開雄（2017.01-2018.10）
- 雷立芬（2018.11-2020.10）
- 黃怡騰（2020.11-2022.11）
- 吳榮達（2022.11-2024.11)

## 大事紀

### 拒搭高鐵事件
2006年12月24日19時40分，中華民國交通部次長何煖軒宣布，交通部將儘速於該星期內核准台灣高鐵通車營運。同日，消基會董事長程仁宏說，很遺憾交通部在平安夜宣布讓尚有諸多安全疑慮的台灣高鐵通車，「這象徵著消費者不平安的開始，顯然交通部將財團利益擺中間，消費者安全放兩旁。」程仁宏說，從該日起，消基會正式宣布將發起「珍惜生命，不當白老鼠，拒搭高鐵」運動。
2007年1月5日上午，台灣高鐵通車營運第一天，消基會義工在台灣高鐵台中車站舉「危險的高鐵您敢坐嗎？」「要生命還是要高鐵？」「要當白老鼠嗎？」等標語牌，也發傳單，批評台灣高鐵尚未改善33項營運缺失就通車營運、安全性堪慮，並呼籲民眾不要當台灣高鐵的白老鼠，引起民主進步黨台中縣議員謝忠組成的「高鐵試乘團」成員不滿。「高鐵試乘團」成員高舉「支持高鐵，珍愛台灣」標語，反制消基會。「高鐵試乘團」三名男性成員大罵消基會義工「垃圾」、「你們欺負台灣人」、「滾回中國去」，並動手推擠消基會義工，毀損消基會義工的標語牌。同日，程仁宏怒批：「唾棄不理性的反制行為。」同日，消基會發布新聞稿，表達遺憾，並譴責暴力：「消基會遺憾今日所發生的意外事件；但消基會並不會因為極少數不明瞭消基會用心的不理性者作為，而放棄捍衛消費者安全的努力。」謝志忠說，他純粹只是帶領鄉親搭乘高鐵，以行動支持台灣重大交通建設，並沒有對抗消基會的意思。
2007年1月6日，《自由時報》社論暗批消基會等「拒搭高鐵」者：「尤其在泛政治的台灣社會，總有一批政媒勢力中人，對於有益提升台灣的重大建設，不論雪山隧道或高鐵，總要刻意阻撓、百般挑剔、全盤醜化」、是「政媒勢力極力唱衰台灣的變態心理」；同日，《蘋果日報 (台灣)》社論諷刺，包括《自由時報》該篇社論在內，民進黨支持者對「拒搭高鐵」者的攻擊，本身就是泛政治的攻擊：「消基會提醒消費者高鐵的問題所在，是它的職責，無可厚非，不需要扣『唱衰台灣』這麼大的帽子。就事論事是現代社會的基本教養，是理性的表現；泛政治攻擊只會使努力的人心灰意冷，不是應有的態度。」
2007年1月8日，中國文化大學廣告學系助理教授潘家鑫分析：「這種迷亂源自執政當局力挺高鐵通車，模糊處理安全營運的問題；再利用火車迷及一般民眾的熱情搭乘，在人民心中模塑出政府重大施政建設功績的印象；進而以自己不實事求是，對於安全問題馬馬虎虎的態度，反對別人追求真相、講究完善的訴求。如此的上行下效，台灣人的高鐵系統，就算是有『日本原裝』的新幹線列車，也讓人嗅不到追求精緻工藝『大和魂』的味道，表露無遺的反而是中華民族的『差不多先生魂』。」

### 菠蘿麵包事件
2009年3月6日，消基會公佈，菠蘿麵包的成本不到新台幣3元，不少麵包店的波蘿麵包定價卻是新台幣20至30元。消基會秘書長吳家誠說，即便加上瓦斯費與電費，一個菠蘿麵包售價新台幣10元已有相對合理利潤；但是消基會市場調查所得知的菠蘿麵包售價大多在新台幣15元以上，甚至新台幣28元、新台幣30元等高價。消基會呼籲，台北市糕餅商業同業公會與各業者應立即檢討問題及降價，請業者「不要賺經濟困境財」，否則消基會不排除發動「拒買麵包」。
同日，順成蛋糕總經理吳官明說，原料僅佔菠蘿麵包成本約40%，還有人事、水電、房租與折舊費用，還有品牌成本；「自由經濟是消費者決定售價，不是消基會。」同日，台北市糕餅商業同業公會理事長尹玉仙說，消基會宣稱麵粉一包售價新台幣398元，但是業者買麵粉一包都要新台幣480元；若消基會能幫忙大量買進麵粉，「我們一定通通買下。」同日，中國文化大學廣告學系主任羅文坤說，品牌能讓消費者信賴，「這是無形成本，消基會不能只算原料錢。」

### 含苯油事件
2016年9月30日，消基會舉辦記者會表示，經過數次檢驗後發現，佳格食品三款食用油「得意的一天國民黃金健康調合油」、「得意的一天國民養生99健康調合油」及「得意的一天強棒健康調合油」苯濃度高於5ppb，該會於7月起向各縣市政府衛生主管機關檢舉，承辦人卻要求出具檢驗報告。同日，衛生福利部食品藥物管理署回應，該署調查結果，該等油品之原料至製程中均無人為添加苯之情事，其苯含量尚於文獻研究所指出之自然背景值範圍內，民眾無須恐慌。同日，佳格食品舉辦記者會，佳格食品業務處處長黃祥蓉說，得意的一天油品完全符合政府法規，而且空氣與水都有微量苯，甚至母乳也有微量苯，微量苯不會危害健康；國際沒有定出食用油苯含量標準，就是瞭解苯有背景值；佳格食品向消基會表達強烈抗議，但要看消基會後續動作決定是否提告。
消基會說明：
消基會有感於起雲劑食安事件的揭發，歸功於檢驗人員以矢志不移、鍥而不捨的精神，終於查清楚元兇為塑化劑。於是，選擇「食用植物油」體檢食安法的執法成效。在「第三方公正檢驗聯盟」論壇次 (5)月中旬，消基會在雙北地區採樣市售高風險食用植物油，由「第三方公正檢驗聯盟」成員學界實驗室，使用「吹氣捕捉氣相層析儀-同位素稀釋法」以「網魚法」檢驗出「苯」毒物，並兩次(電話和書面)向中央與地方衛生單位檢舉「苯油」，未獲正面回應。
為此，消基會於9月30日舉辦記者會，除提出檢舉程序顯現食安破功的事實，並未提及要將「苯油」回收下架，亦無提出零檢出的訴求。
記者會上，消基會說明消基會同仁以個人名義（而非消基會）在7月13日先向食藥署電話檢舉「苯油」，8月19～23日二度正式書面向食藥署及地方衛生局檢舉」，食藥署均無依法於一個月內正式完成檢舉法定程序，顯現食安破功。
當天，食藥署便舉辦新聞稿說明，「經查國際間對於食用油脂中苯含量背景值之分析結果，植物油約於150 ppb以下」，且在媒體表示介於100～200 ppb ，（皆未說明資料來源）。
由於食藥署所提「背景值」，高出飲用水5 ppb標準以及預計於9月生效的「食品中污染物質及毒素衛生」食用油脂中苯（a）駢芘的2.0 ppb限量許多，消基會遍尋國際相關文獻，查到2003美國食藥署人員發表的食物中揮發性有機物的5年研究(J. Agric. Food Chem. 2003, 51, 8120-8127），指出苯含量範圍從1到190 ppb，在全熟碎牛肉中的濃度最高，該文亦提及橄欖油∕紅花油（Olive∕safflower oil）檢出苯含量為 1～46 ppb； 2012年比利時的研究(Chemosphere 2012, 88,1001–1007）指出該國市售油脂的苯含量最低值皆為ND，平均值∕最高值（ppb）分別為：牛油-0.59∕0.68、非精煉油-2.19∕5.04、精煉油-0.74∕2.55；同一團隊研究人員於2015年發表的研究(Food Control 2015, 52, 1-8） 指出該國市售油脂的苯含量介於ND~5.0 ppb，遠低於150 ppb以下。在討論油脂之苯背景值上，似有資料取用不夠精準之嫌。
10月3日下午，行政院食安會報上，林全院長指示︰苯油事件1.檢出值雖微量，無重大或立即性的風險，但衛福部仍應要求業者檢討生產製程有無污染之風險。2.請衛福部就檢舉錄案程序重新檢討。
10月5日上午，在食藥署舉行的專家會議上，學者專家亦建議︰1. 站在醫學角度，苯（是立即致癌性）的含量，在管理上不可掉以輕心，不應是食藥署秀出的每日每公斤4微克，60公斤的每日暴露上限量為240微克的數據（這是指大量吸入的資料）；美國曾發生（橘子）飲料+苯甲酸，會產生苯，也因此，訂出5ppb的標準，而且，部分廠商未檢出，就不應是背景值的問題，且對佳格廣告是有意見的。
該場會議，總結論為﹕1.尚無定油脂之苯限量標準的必要；2.進行教育，降低民眾恐慌；3.應加強業者自主管理，優先確認食品原物料及高風險管理，優先處理高風險物質的監測，如重金屬。
食藥署強調，肯定消費者團體監督政府、守護食安之立場，針對消基會對食安管理所提出之建議，將納入作為精進改善相關管理措施之參考。
基於本次「苯油」成功案例，消基會呼籲應加速推動「第三方公正檢驗聯盟」，在例行性的目標物法規檢之外，精進且定期執行不明毒物的探索檢驗，追上先進國家開放民眾參與食安監管的國際趨勢，確實保障國人食的安全。

### 把「行人地獄」問題歸咎於保障行人的設置
2025年1月2日，消基會發佈新聞稿，評論不屬於其處理範疇的道路安全問題，指稱行人死亡肇因，主要為人車爭道問題，以及行人對於正確交通行為的認識不足。消基會指責行人風險認知與教育不足，例如行人滑手機過馬路、忽視救護車等危險行為仍常見（但這點是正確的，法規明確規定行人必須禮讓救護車）；行人誤解法規，導致風險認知不足。消基會認為要改善「行人地獄」，必須教育行人，讓行人理解規則，減少違規行為，提升用路人風險認知，促進正確交通行為，並明確定義行人行為及違規認定。消基會主張要推動行人正確行走行為，指的是在人行道或行穿線靠右行走，避免交通打結，縮短停留時間。消基會又稱政府推出道路的改善措施，如退縮行穿線、設置行人庇護島，但批評這些做法反而導致事故，尤其是指責行人庇護島「以台中市為例，僅在北區的短短兩個月內，就發生了16起汽車左轉自撞行人庇護島的事故」，消基會稱，在夜間或光線不足時缺乏可見性，使左轉的車輛撞上庇護島，庇護島等改善措拖反而是「駕駛的新危險區域」。消基會建議的改善措施，包括加強行人庇護島的設計與標示，增設反光條等高可視性標識，提高夜間安全性；改善交通設施設計。最後消基會強調，唯有用路人遵守交通規則、提高風險意識，並與政府攜手努力，才能根本解決台灣的行人安全問題。
消基會的新聞稿引發許多關注行人安全的團體批評。台灣安全駕駛監督聯盟、臺南市人本交通促進協會、高雄市行人路權促進會、桃園市人本交通推動協會、靖娟兒童安全文教基金會、行人零死亡推動聯盟、還路於民行人路權促進會、TMRA台灣摩托車友協會、受害者家屬余志祥（台南余爸爸）、標線改造台灣路、通勤者之歌、OWL貓頭鷹交通書、交通安全唬平安、網紅Cheap等人本交通倡議團體於1月4日發表聯合聲明反駁消基會，指出行人庇護島的設置實際上保護了16條生命，問題主要是駕駛人危險行為及制度性缺失。
聲明指出，針對新聞稿中所指責的台中市北區行人庇護島，團體經過現場勘查，發現該庇護島早已髹上黃黑相間的醒目色彩，基座上標誌桿裝了反光條及反光導標與遵行標誌，甚至還加裝了非法定的紅藍爆閃燈，以維持駕駛注意力。而且這些庇護島的位置，設在不影響正常行車轉彎的地方。仍然有駕駛者因違規「切西瓜」（抄捷徑未達路口中心即轉彎）駕駛，或未確實擺頭確認、車窗隔熱紙透光率低等，才會發生碰撞。而16起事故中，並無駕駛人死亡，實際上是行人庇護島成功保護了16條生命。團體批評，如果早期有行人庇護島的保護，許多悲劇本可以避免，台中這16起事故其實是暴露了駕駛行為的不當及政府在交通管理上的漏洞，而消基會未能考慮到經過駕照考驗過的駕駛人不當行為，及整體交通管理體系的缺失，反而用台中16起事故就將行人庇護島列為「新危險區域」，令人憂心可能因謬誤造成道路安全大幅後退。
團體並指出，目前台灣的許多交通事故，其導致的真正原因是駕駛者的不當行為和系統性問題，例如轉彎時未仔細觀察、車窗隔熱紙透光率低的問題，以及駕訓和回訓制度的不足。消基會對駕駛者問題一律忽視，卻將事故責任歸咎於庇護島等保障行人性命的措拖，是謬誤、是不當的。聲明最後呼籲各界應基於科學研究和詳細分析，實事求是提升交通安全，推動以人為本的交通政策，才可以讓下一代健康長大。

## 相關
- 行政院消費者保護會
- 行政院消費者保護處
- 中華民國公平交易委員會
- 中華民國衛生福利部
- 中華民國經濟部
- 中華民國財政部

## 外部連結
- 官方网站
- 中華民國消費者文教基金會的Facebook專頁
- 消費者保護法（页面存档备份，存于）